# مانسته
مانِسته (به انگلیسی:simulacrum) (جمع: مانستگان؛ به‌انگلیسی:simulacra از لاتین:simulacrum
که به معنی "شباهت، مانستن") نُماینده، تقلیدی، یا بازساخته یک شخص یا چیزی است.
واژه انگلیسی معادل مانسته، برای اولین بار در زبان انگلیسی در اواخر قرن ۱۶ به‌کار رفت، برای توصیف یک نماینده مانند یک مجسمه یا یک نقاشی به خصوص از خدا.